# Seznam avstrijskih psihologov
Seznam avstrijskih psihologov.

## A
- Alfred Adler
- Rudolf Ameseder
- Hans Asperger (1906–1980) ,  , , ,, , Steno Tedeschi, and Franz Weber

## B
- Vittorio Benussi (avstr.-ital.)
- Bruno Bettelheim
- Josef Breuer

## E
- Helmut Eisendle

## F
- Paul Federn
- Otto Fenichel
- Sándor Ferenczi (1873–1933), madžarski psihoanalitik
- Viktor Frankl
- Wilhelm Maria Frankl
- Sigmund Freud
- Anna Freud

## G
- Peter Gstettner (1945-)

## H
- Heinz Hartmann
- Hildegard Hetzer
- Peter R. Hofstätter (avstrijsko - nemški socialni psiholog)

## K
- Eric Kandel (1929-) (avstrijsko ameriški nevropsihiater)
- Leo Kanner (avstrijsko-ameriški)
- Heinz Kohut
- Richard Krafft-Ebing (nemško-avstrijski psihiater)

## M
- Ernst Mally
- Eduard Martinak
- Alexius Meinong

## R
- Otto Rank (1884-1939)
- Wilhelm Reich (avstr.-amer.)
- Erwin Ringel

## S
- Manès Sperber

## V
- Wilhelm Fridolin Volkmann

## W
- Julius Wagner-Jauregg (psihiater)
- Paul Watzlawick
- Stephan Witasek

## Z
- Konrad Zindler